# NGC 5917
NGC 5917 este o hi (21cm) source⁠(d) situată în constelația Balanța. A fost descoperită în 16 iulie 1835 de către John Herschel.